# Hoffmann A/S
Hoffmann A/S er en dansk bygge-, anlæg- og teknik entreprenørvirksomhed. Virksomheden har hovedkvarter i Glostrup. De har over 500 ansatte i Danmark. I 2023 havde de en årsomsætning på ca. 2 mia. kroner. 
Hoffmann blev grundlagt i 1863 af Johan Heinrich Hoffmann og er Danmarks ældste entreprenørfirma. I perioden 1898 til 2000 var virksomhedens navn H. Hoffmann og Sønner. I 2000 blev Hoffmann opkøbt af norske Veidekke, der er Norges største entreprenørvirksomhed.